# 6e cérémonie des Austin Film Critics Association Awards
La 6e cérémonie des Austin Film Critics Association Awards, décernés par la Austin Film Critics Association, a eu lieu le 15 décembre 2010, et a récompensé les films réalisés dans l'année.

## Palmarès

### Top 10
1. Black Swan
2. The Social Network
3. Inception
4. Toy Story 3
5. Le Discours d'un roi (The King's Speech)
6. True Grit
7. Fighter (The Fighter)
8. Un prophète
9. Winter's Bone
10. Scott Pilgrim (Scott Pilgrim vs. the World)

### Meilleur film
- Black Swan

### Meilleur réalisateur
- Darren Aronofsky pour Black Swan

### Meilleur acteur
- Colin Firth pour le rôle du roi George VI dans Le Discours d'un roi (The King's Speech)

### Meilleure actrice
- Natalie Portman pour le rôle de Nina dans Black Swan

### Meilleur acteur dans un second rôle
- Christian Bale pour le rôle de Dickie Eklund dans Fighter (The Fighter)

### Meilleure actrice dans un second rôle
- Hailee Steinfeld pour le rôle de Mattie Ross dans True Grit

### Révélation de l'année
- Chloë Moretz pour le rôle de Mindy Macready / Hit-Girl dans Kick-Ass
- Chloë Moretz pour le rôle de Abby dans Laisse-moi entrer (Let Me In)

### Meilleur premier film
- Gareth Edwards – Monsters

### Meilleur scénario original
- Black Swan – Darren Aronofsky et Mark Heyman

### Meilleur scénario adapté
- The Social Network – Aaron Sorkin

### Meilleure photographie
- Black Swan – Matthew Libatique

### Meilleure musique de film
- Tron : L'Héritage (Tron: Legacy) – Daft Punk

### Meilleur film en langue étrangère
- Un prophète •  France

### Meilleur film d'animation
- Toy Story 3

### Meilleur film documentaire
- Faites le mur ! (Exit Through the Gift Shop)

### Austin Film Award
- Winnebago Man – Ben Steinbauer (en)